# ジョージ・ランドルフ (格闘家)
"ビッグ"・ジョージ・ランドルフ（"Big" George Randolph、1971年9月25日 - ）は、アメリカ合衆国の男性キックボクサー、総合格闘家。ウェストバージニア州出身。アポロジム所属。空手黒帯。テコンドー黒帯。
プロボクサーとしてのキャリアも有する。

## 来歴
1998年3月15日、PRIDE.2でタシス・トスカ・ペトリディスとスタンディングバウト（キックボクシング）で対戦し、判定負け。
2000年1月28日、ジェレミー・ホーンと対戦し、肩固めで一本負け。

## 戦績

### 総合格闘技
| 総合格闘技 戦績 | 総合格闘技 戦績 | 総合格闘技 戦績 | 総合格闘技 戦績 | 総合格闘技 戦績 | 総合格闘技 戦績 | 総合格闘技 戦績 |
| --------------- | --------------- | --------------- | --------------- | --------------- | --------------- | --------------- |
| 6 試合          | (T)KO           | 一本            | 判定            | その他          | 引き分け        | 無効試合        |
| 4 勝            | 1               | 2               | 1               | 0               | 0               | 0               |
| 2 敗            | 1               | 1               | 0               | 0               | 0               | 0               |

| 勝敗 | 対戦相手                       | 試合結果                    | 大会名                               | 開催年月日    |
| ○    | ブライアン・ヴァンダーウォール | 4分3R終了 判定3-0           | RSF 2: Attack at the Track           | 2001年6月23日 |
| ○    | ジャック・ニルソン             | 1R 1:38 ギブアップ（打撃）  | RSF 1: Redemption in the Valley      | 2001年4月21日 |
| ○    | ディー・ナイス                 | 1R ギブアップ（パンチ連打） | Submission Fighting Championships 12 | 2000年11月3日 |
| ○    | ポール・モーリス               | KO（パンチ連打）            | Best of the Best                     | 2000年5月4日  |
| ×    | ジェレミー・ホーン             | 1R 3:32 肩固め              | Submission Fighting Championships 9  | 2000年1月28日 |
| ×    | ロッキー・バタスティーニ       | 1R 2:55 KO（キック）        | Extreme Challenge 24                 | 1999年5月15日 |

### キックボクシング
| 勝敗 | 対戦相手                     | 試合結果    | 大会名                             | 開催年月日    |
| ×    | グラウベ・フェイトーザ       | 1R 1:07 KO  | K-1 WORLD GP 2000 北中南米地区予選 | 2000年8月5日  |
| ×    | タシス・トスカ・ペトリディス | 5R終了 判定 | PRIDE.2 【スタンディングバウト】   | 1998年3月15日 |